# Comuna Zawady
Comuna Zawady este o comună (în poloneză: gmina) rurală în powiat Białystok, voievodatul Podlasia, Polonia.
Comuna acoperă o suprafață de 112,67 km² și are, potrivit datelor din anul 2006, o populație de 314.